# TotalEnergies España
TotalEnergies Marketing España S. A. U. es la filial en España de la multinacional francesa TotalEnergies.
Opera en España con sus tres marcas de lubricantes para automoción: TotalEnergies, ELF y GULF, y en el mercado de suministro de energía con su filial TotalEnergies Electricidad y Gas España S. A., empresa formada el 25 de marzo de 2017, año en el que recibió licencia para ofrecer servicios eléctricos primero y para ser comercializadora de gas natural más tarde.

## Historia
En 1990 Elf Aquitaine, que en 2000 se integró en Total S. A., compró una participación del 20,5% de Cepsa y entró en el mercado español. En 1991 aumentó su participación al 34% y en 1995 compró un 5.33% más. Finalmente, en 2011 vendió toda su participación a International Petroleum Investment Company.
En 2020 anunció un acuerdo por el que Total adquiere a EDP España su cartera de clientes domésticos, tanto en el mercado libre (a través de EDP Comercializadora), como en el regulado (a través de Baser), así como la Central térmica Castejón 1 en Navarra, compuesta por dos grupos con una potencia instalada de casi 850 MW, todo ello por 515 millones de euros. Tras ello, EDP Residencial, la comercializadora de electricidad y gas natural del Grupo EDP, pasó a denominarse TotalEnergies. 